# プライベート・バンキング
プライベート・バンキング（英語: Private banking）は、銀行や金融サービス会社が、主に高額所得者や多額の資産を持つ富裕層（high-net-worth individuals、HNWI）に提供する銀行業務、投資業務、その他の金融サービスのことである。プライベートバンキングは、ウェルス・マネジメントの中でも特に富裕層を対象としたサービスである。「プライベート」とは、マスマーケットのリテールバンキングよりも個人的なサービスを提供することを意味し、通常は銀行の専任アドバイザーが担当する。少なくとも最近までは、指定された1人のリレーションシップ・マネージャーが、銀行業務（預金の預入・払戻）、一任された資産運用、証券業務、限定的な税務顧問サービス、および基本的なコンシェルジュ・タイプのサービスを提供することが主な内容であった。

## ビジネス

### 欧米
プライベート・バンキングはヨーロッパで古くから発達し、現在でもヨーロッパにはプライベート・バンキングを専門に業務を行う銀行が数多く存在する（詳細は英語版記事Private bankを参照）。その中には、王侯貴族の資産を預かる銀行もあり、リヒテンシュタイン公国の公室の資産を預かるLGTリヒテンシュタイン銀行（1920年創業）、オランダ王室の資産を預かるMeesPierson（1720年創業）、イギリス王室の資産を預かるCoutts（1692年創業）などがある。
また、下に示すように、UBSをはじめとするスイスの金融機関もこの分野で多くのシェアを占めている。
プライベート・バンキングの伝統が長いヨーロッパと、近年になってプライベート・バンキングが発達したアメリカでは、顧客利益に対する金融機関の立ち位置が根本的に異なっている。ヨーロッパのプライベート・バンキングは資産の保全・運用をカバーする「富裕層の総合的な財務コンサルタント」としての性格が強く、資産運用の考え方も保守的で、元本を減らさない「保全」に力点をおいている。また、守秘義務など倫理観がしっかりしており、子供の教育相談など顧客の個人的な相談にものる、いわば執事に近い存在である。一方、アメリカのプライベート・バンキングはハイパフォーマンスの資産運用を重視するのが主流であり、いわば投資顧問に近い存在である。プライベートバンキングが顧客を引き付けた理由として、税務当局に対する情報秘匿があるが、近年、米国政府が顧客情報の開示を要求し、政治的圧力に応じる形で情報開示を実施する場合がある。

### 日本
上記の概要と異なり、日本の国内規制においては銀行・証券・信託にてファイヤーウォール規制があり、一義的には顧客情報を共有できないため、包括的なワンストップサービスを行うことが規制上できない。
これは外資系企業であっても国内で営業している以上は同様である。
口座開設にあたって必要とされる金額があり、金融機関によりその金額は異なる。日本で事業を行っている金融機関では三菱UFJモルガン・スタンレー証券ウェルネスマネジメント本部で1億円以上の預入れが必要、UBSで2億2000万円超（200万スイスフラン）以上の預入れが必要。
三井住友銀行では金融資産が5億円以上の者を対象、クレディ・スイスでは10億円以上の金融資産の者が対象。こちらに関して、預入れの金額の縛りはない。
2019年6月、三井住友トラスト・ホールディングスとUBS証券が富裕層向けウェルスマネジメント事業での提携を発表。2021年をめどに新証券会社を設立する見通しである。

## プライベートバンキングのランキング

### AUM別
AUMで見ると、2019年時点での世界の10大プライベートバンク（または大手銀行持株会社のプライベートバンキング部門／子会社）は以下の通り。
| ランク | 銀行名                                                                 | 総資産 （2019） （ US $十億） |
| ------ | ---------------------------------------------------------------------- | ----------------------------- |
| 1      | UBSグローバルウェルスマネジメント                                      | 2,260.0                       |
| 2      | モルガンスタンレーウェルスマネジメント                                 | 1,046.0                       |
| 3      | バンクオブアメリカグローバルウェルスアンドインベストメントマネジメント | 1,021.2                       |
| 4      | クレディスイスプライベートバンキング＆ウェルスマネジメント             | 770.0                         |
| 5      | JPモルガンプライベートバンキング                                       | 552.0                         |
| 6      | シティプライベートバンク                                               | 460.0                         |
| 7      | BNPパリバウェルスマネジメント                                          | 413.5                         |
| 8      | ゴールドマンサックスプライベートウェルスマネジメント                   | 391.8                         |
| 9      | ジュリアスベアグループ                                                 | 379.1                         |
| 10     | Raymond James                                                          | 366.3                         |

### 全体
Euromoneyの2019年のプライベートバンキングとウェルスマネジメントの年間ランキングの結果で、他の要因の中で、運用資産（AUM）、純利益、純新規資産を考慮している。UBSグローバル・ウェルス・マネジメントは、ユーロマネーの2019年の調査で、"Best private banking services overall 2019 "のトップを獲得した。
本表は、プライベートバンキングランキングの1カテゴリー、"Best global private banking services overall 2019 "の結果を表示している。
| 2019年ランク | 2018年ランク | 銀行名                 |
| ------------ | ------------ | ---------------------- |
| 1            | 1            | UBS                    |
| 2            | 3            | クレディ・スイス       |
| 3            | 2            | JPモルガン             |
| 4            | 7            | BNPパリバ              |
| 5            | 5            | シティ                 |
| 6            | 11           | サンタンデール         |
| 7            | 4            | ジュリアスベア         |
| 8            | 6            | ピクテ                 |
| 9            | 9            | ゴールドマン・サックス |
| 10           | 8            | HSBC                   |

## 金融機関一覧

### 各国
世界のプライベート・バンキングは、プライベートバンクで有名なスイスや、世界の経済の中心であるアメリカで発達している。歴史的にもヨーロッパではたびたび戦争が起きてきたがスイスは中立を保ってきたため、資産の安全な逃避先として、スイスでは古くからプライベートバンキングが発達してきた。周辺のヨーロッパ諸国だけでなく、国情の不安定な中東などの国々からも顧客を集めている。米ボストン・コンサルティング・グループの推計によると、世界のオフショア資産の27%（2兆ドル）がスイスで運用されている（オフショア資産とは投資家の法的な住居がない国で運用されている資産）。下記に列挙されているプライベートバンクの他に、大手銀行のUBSやクレディ・スイスなど、プライベート・バンキングサービスを提供している銀行が数多くある。また、世界の富裕層の3分の1がアメリカに住んでおり、多くの資産がアメリカの金融機関によって運用されている。
スイスのプライベートバンク（スイス・プライベートバンカー協会 加盟行）
- Baumann & Cie（バウマン）1920年設立
- Bordier & Cie（ボーディエ）1844年設立
- Gonet & Cie（ゴネ）1845年設立
- E. Gutzwiller & Cie.（グッツウイラー）1886年設立
- Lombard Odier（ロンバー・オディエ）1796年設立
- Mourgue d'Algue & Cie（モルギュアルギュ）1869年設立
- Rahn & Bodmer Co.（ラン・アンド・ボドマー）1750年設立
- Reichmuth & Co.（ライヒムース）1995年設立

### 日本
日本においてもプライベート・バンキングが行われている。以下に代表的なものを示す。
- 日本の金融機関
  - 野村證券
  - 大和証券
  - SMBC日興証券
  - みずほプライベートウェルスマネジメント　
  - 三菱UFJ銀行ウェルスマネジメント[15]
  - MUFJエクセレント倶楽部
  - 三菱UFJモルガン・スタンレー証券ウェルネスマネジメント本部＞外部リンク
  - 三井住友信託銀行　プライベートバンキング[16]
  - 三井住友銀行
  - SMBC信託銀行＞外部リンク
  - みずほフィナンシャルグループ
    - みずほ銀行
    - みずほ信託銀行＞外部リンク

  - りそなホールディングス
    - りそな銀行
    - 埼玉りそな銀行＞外部リンク
- スイスの金融機関の東京支店
  - UBS AG 東京支店 ＞外部リンク
  - クレディ・スイス＞外部リンク
  - ロンバー・オディエ＞外部リンク＞会社の紹介